# Études balkaniques
Études balkaniques est une revue scientifique consacrée aux recherches interdisciplinaires sur les mondes hellénique et balkanique dans une perspective diachronique.
La revue publie un numéro thématique annuel regroupant des contributions de spécialistes internationaux. Elle comprend également une section destinée à des travaux proposés par de jeunes chercheurs. La revue a été fondée en 1994 par l’Association Pierre Belon, qui regroupe des historiens, pour beaucoup membres, à l'époque, du Centre d'Études byzantines, post-byzantines et sud-est européennes de l’EHESS. La revue reçoit le soutien de l'École française d'Athènes.
Études balkaniques est une revue en accès intégral deux ans après publication des articles accessible sur le portail OpenEdition Journals.